# Jan Krystian Ulrich

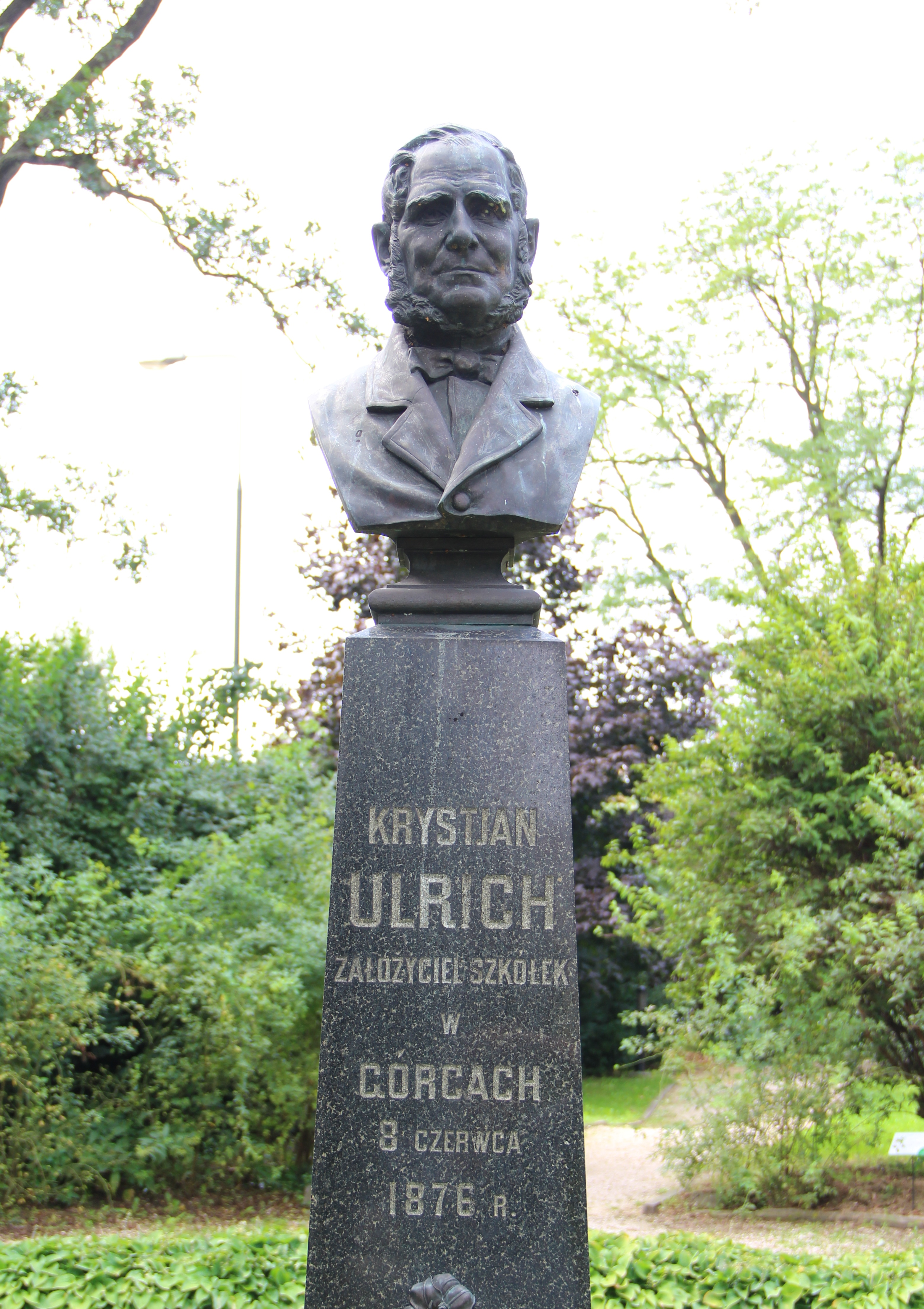
Popiersie Jana Krystiana Ulricha

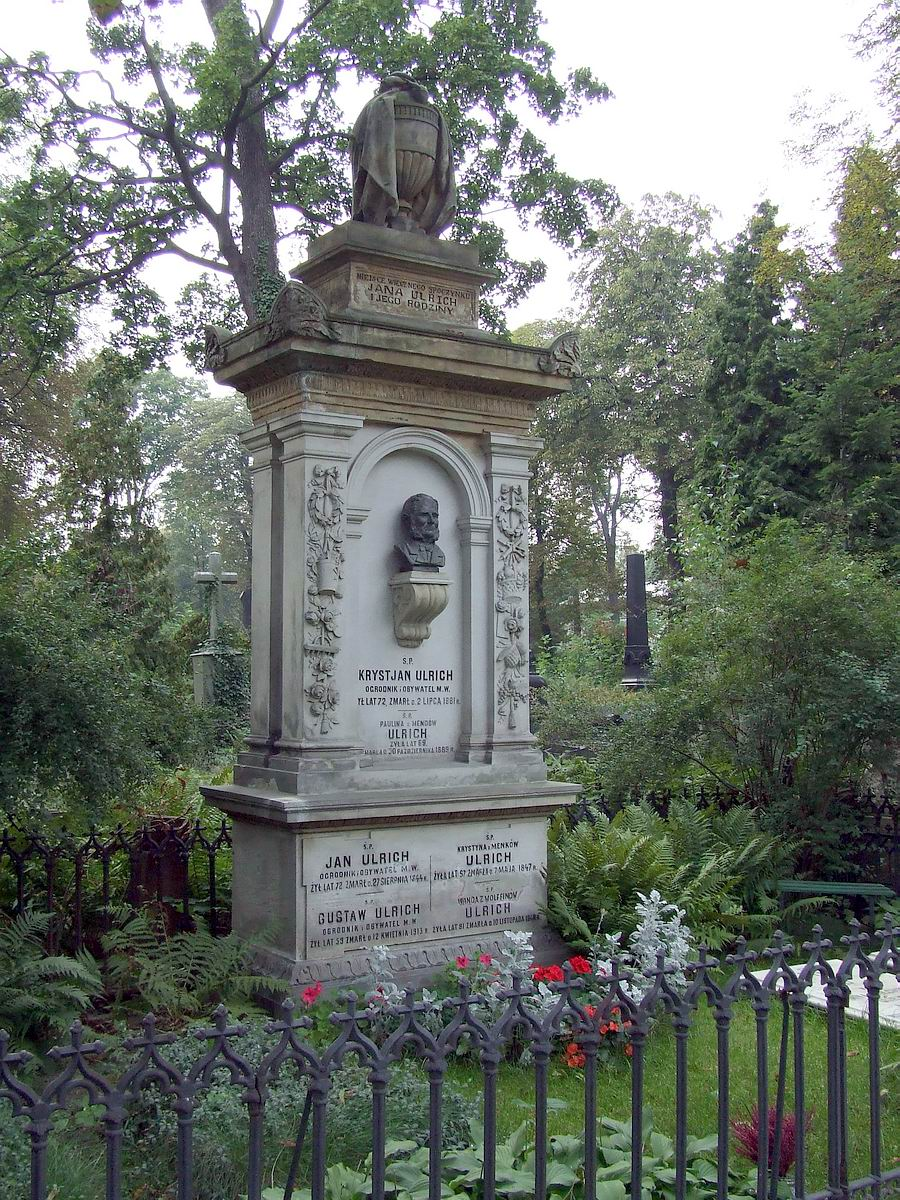
Nagrobek rodziny Ulrichów

Jan Krystian Ulrich (ur. 30 lipca 1809 w Warszawie, zm. 2 lipca 1881 tamże) – ogrodnik warszawski, twórca Ulrychowa, ewangelik.

## Życiorys
Ulrichowie byli związani z rodziną hrabiów Brühlów i pochodzili z ich majętności Pförten na wówczas saskich Łużycach Dolnych. Ojcem Jana Krystiana był Johann Gottlieb Traugott Ulrich z Pförten, osiadły w Warszawie w 1789 roku, a matką Anna Krystyna z domu Mencke (1790−1847), córka nadwornego ogrodnika warszawskiego Ogrodu Saskiego, Jana Chrystiana Mencke, pochodzącego również z Pförten.
Ukończył Liceum Warszawskie w 1825 roku, po czym odbył trzyletnią praktykę w warszawskim Ogrodzie Botanicznym pod kierownictwem profesora Michała Szuberta. W 1828 roku wyjechał na pięcioletnią podróż edukacyjną do Austrii, Bawarii, Belgii i Holandii. Po powrocie do Warszawy podjął pracę w zakupionym przez ojca w 1805 roku ogrodzie przy ul. Ceglanej (nr. hip. 1117) wielkości 8,5 morgi.
Po śmierci ojca zmienił profil przedsiębiorstwa, rozwijając hodowlę kwiatów w szklarniach. Szczególnie słynął ze swych odmian azalii, które sprzedawał hurtowo na prowincję. Firma Ulricha miała do 1869 roku własną szkołę dla praktykantów, gdzie uczono polskiego, niemieckiego, historii Polski, botaniki i geografii. Po zakazaniu przez rząd carski nauki w języku polskim Ulrich musiał zamknąć szkołę, ale zdążył do tego czasu dać szkolenie zawodowe i powszechne na poziomie szkoły podstawowej ok. 100 młodym ogrodnikom.
Był twórcą  szkółki drzew owocowych i krzewów ozdobnych, założycielem (w 1876 roku) ogrodów Ulrichów na warszawskiej Woli, gdzie  zakupił 30 mórg gruntu. Stworzył tam wzorcowy zakład ogrodniczy ze szkółkami, szklarniami oraz ogrodem pokazowym.  W 1958 roku ogrody odebrano rodzinie (znacjonalizowano), park wraz z pałacykiem i szklarniami popadły w ruinę.  
Pochowany na cmentarzu ewangelicko-augsburskim w Warszawie (al.18 nr 38).

## Życie prywatne
W 1848 roku poślubił Paulinę Elżbietę z domu Mende (1819−1889). Ich syn Chrystian Ulrich (1853−1913) przejął po jego śmierci przedsiębiorstwo i znacznie je rozwinął.
W 1879 ożenił się powtórnie, z Wandą Antoniną Wolffin. Para miała córkę Wandę.